# أولغا بوتشكوفا

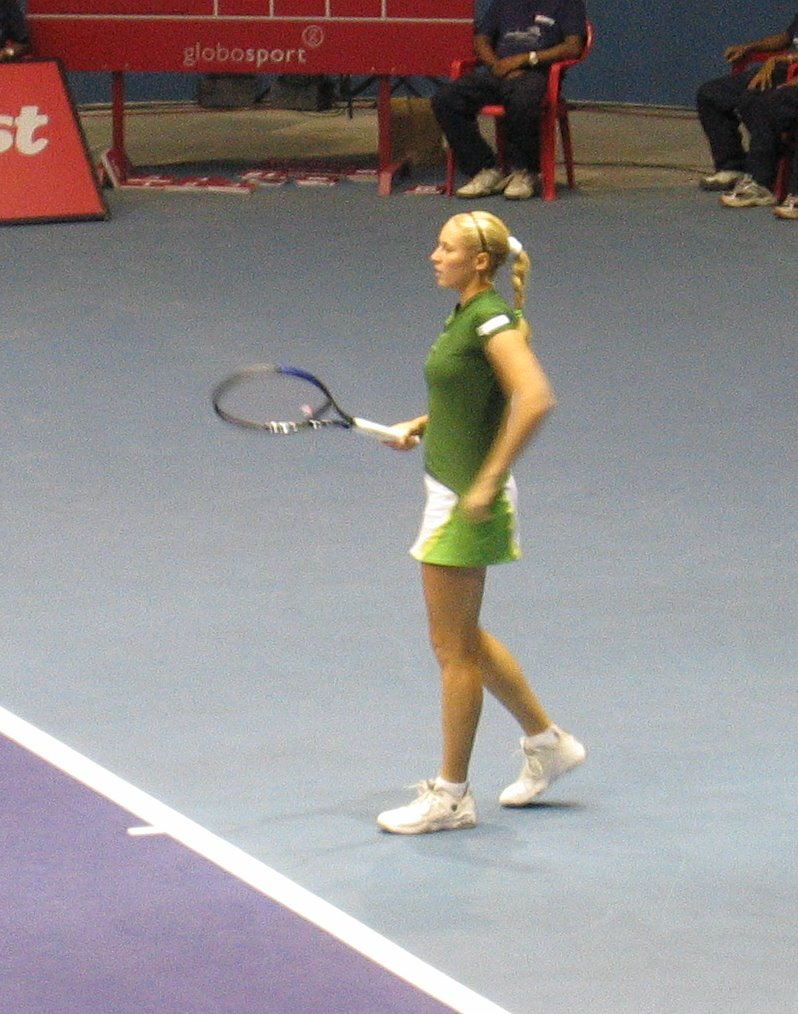
أولغا بوتشكوفا

أولغا بوتشكوفا (الروسية: Ольга Пучкова) (ولدت 27 سبتمبر 1987) هي لاعبة تنس روسية محترفة وعارضة أزياء. لعبت كناشئة في بيلاروسيا، وأيضا بعض الوقت يشار لها كلاعبة بيلاروسية محترفة.

## روابط خارجية
- أولغا بوتشكوفا على موقع رابطة محترفات التنس (الإنجليزية)
- أولغا بوتشكوفا على موقع الاتحاد الدولي لكرة المضرب (الإنجليزية)
- أولغا بوتشكوفا على موقع بطولة ويمبلدون (الإنجليزية)
- أولغا بوتشكوفا على موقع خلاصة التنس.كوم (الإنجليزية)
- أولغا بوتشكوفا على موقع إي إس بي إن.كوم (الإنجليزية)